# Qing (filosofia)
Na filosofia chinesa, qing (em chinês:  情, transl. qíng) é um conceito traduzido de várias maneiras como "emoção", "sentimento" ou "paixão".
É no início do século IV a.C. que as emoções aparecem pela primeira vez com grande importância filosófica nos textos chineses, e a palavra qing, que originalmente era utilizada para as disposições das coisas (com o significado de "realidade", "o que essencialmente é", "os fatos", "genuíno"), passou a adquirir conotação psicofísica e humana. Antes do período Han, segundo Michael Puett, qing possuía múltiplos significados coexistentes, de maneira que seus valores contraditórios se apresentavam em uma ambivalência nos textos filosóficos de Xunzi aos Laozi e Zhuangzi, que se por um lado possuem passagens para controlar e reprimir as emoções, por outro ao mesmo tempo validam-nas como guias para a vida.

## Confucionismo
No pensamento confucionista, qing é interpretado como a qualidade comportamental de uma pessoa dado seu contexto, que pode ser melhorada através do cultivo de ren (humanidade), li (propriedade ritual) e yi (retidão) para construir de, ou caráter moral virtuoso. Estudiosos confucionistas, como Han Yu, tradicionalmente identificaram sete emoções básicas (七情 qīqíng), nomeadas no Livro dos Ritos como felicidade (喜), raiva (怒), tristeza (哀), medo (懼), amor (愛), ódio (惡), e desejo (欲). Xunzi chamou-as de emoções naturais (天晴 tianqíng), vindas do Céu ou Natureza (Tian): "gosto", "desgosto", "alegria", "raiva", "tristeza" e "deleite", presentes desde o nascimento e que devem ser realizadas para completar o potencial do "cumprimento da natureza". Assim, apesar de outros trechos considerarem as emoções descontroladas como levando ao desequilíbrio, elas aparecerem como dádivas que devem ser cultivadas. Ele afirma: "Natureza é a tendência que vem do Céu. Qing é a substância da nossa natureza. Desejo é a resposta de qing em nós." (Xunzi, cap. 24) e que "Li (Ritual, Lei ou Ordem) ... dá refinamento e purificação às emoções do homem"
A interpretação de qing como um conceito emocional, especialmente quando conectado a xing, tornou-se bem presente após o período dos Estados Combatentes, porém já nesse período o termo era bastante polissêmico. Em Mêncio, a palavra qing tem ocorrência de 4 vezes, porém não com um sentido de "sentimentos" ou "emoções", e sim de acordo com a característica de disposição e inclinações de todas as coisas segundo sua teoria; quando humano, qing reflete uma potencialidade inata à bondade: assim é dito que qing "pode ser utilizado para o bem" e o argumento menciano justifica algumas emoções inevitáveis como uma base inata à virtude humana.
Os neoconfucionistas entendem qing como produtos de circunstâncias ambientais que afetam xing, ou a natureza humana inata.

## Taoismo
O ensino taoísta aparenta visar libertar uma pessoa das paixões (qing), conforme articulado por Zhuang Zhou: "[O sábio] tem a forma de um homem, mas sem qing" (Zhuangzi, cap. 5). Apesar dessa tendência ascética, o taoismo não desconsidera a importância das emoções, e nesse trecho qing está se referindo especificamente como levando à tendência de julgamento de certo ou errado, em que o sábio não possui qing por não se apegar à distinção de negação e afirmação, vivendo assim em fluxo cósmico sem dano interno. As interpretações desse trecho consideram que o taoismo busca um naturalismo que retorna ao estado de inocência das emoções sem conceitualização, valorizando o impulso original sem segundo pensamento; ou então que a mente do sábio é como um espelho que age de acordo com a razão pura e não se abala com emoção: "A mente do homem perfeito é como um espelho. Não se move com as coisas, nem as antecipa. Ele responde às coisas, mas não as retém. Portanto, o homem perfeito é capaz de lidar com as coisas com sucesso, mas não é afetado por elas" (Zhuangzi, cap. 7); ou ainda a interpretação de que o sábio possui um "espírito romântico" de espontaneidade e autenticidade. Há ao total 31 passagens com a instância de qing no texto Zhuangzi, o que inclui algumas em que o termo aparece no sentido mais geral.